# Onut
Onut (ukr. Онут, Onut) – wieś na Ukrainie, w rejonie zastawieńskim obwodu czerniowieckiego.